# Внешний грейзер

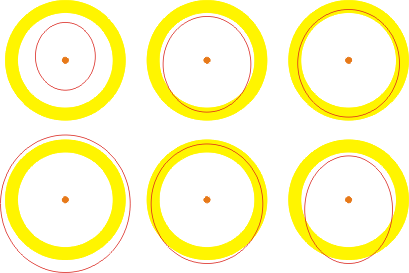
Внутренняя орбита: левый, верхний;
Внешняя орбита: левый, нижний;
Внутренний грейзер: средний, верхний;
Внешний грейзер: средний, нижний;
Коорбитальная орбита: правый, верхний
Кроссер-орбита: правый, нижний;

Внешний грейзер — это один из шести типов орбит астероидов и КА вокруг Солнца, по отношению к планетам Солнечной системы. На данном рисунке этот тип показан в середине снизу. Солнце обозначено оранжевой точкой, а толстым жёлтым кругом показана орбита внутренней планеты, ограниченная расстоянием от Солнца в перигелии и в афелии. Астероид входит снаружи Солнечной системы в орбиту внутренней планеты, не пересекая её.